# Bahnstrecke Manchester–Henniker
| Gesellschaft: | zuletzt BM           |                                        |                                        |
| Streckenlänge: | ca. 41 km            |                                        |                                        |
| Spurweite: | 1435 mm (Normalspur) |                                        |                                        |
| |                      |                                        |                                        |
| Gleise: | 1                    |                                        |                                        |
| \| \| \| \| \| \| \| \| von Concord \| \| \| \| 0,00 \| Manchester NH \| Manchester NH \| \| \| \| nach Nashua \| \| \| \| \| Merrimack River \| \| \| \| 1,64 \| West Manchester NH (früher Bedford) \| West Manchester NH (früher Bedford) \| \| \| \| Piscataquog River \| \| \| \| ca. 6 \| Pinardville NH \| Pinardville NH \| \| \| \| nach East Milford \| \| \| \| 6,76 \| Grasmere Junction NH \| Grasmere Junction NH \| \| \| 8,38 \| Grasmere NH \| Grasmere NH \| \| \| 11,83 \| Shirley Hill NH (früher Shirley) \| Shirley Hill NH (früher Shirley) \| \| \| \| Piscataquog River \| \| \| \| 13,07 \| Goffstown NH (früher Goffstown Center) \| Goffstown NH (früher Goffstown Center) \| \| \| 15,48 \| Parkers NH (früher Parker) \| Parkers NH (früher Parker) \| \| \| \| nach New Boston \| \| \| \| 17,03 \| Riverdale NH (früher Oil Mills) \| Riverdale NH (früher Oil Mills) \| \| \| 19,81 \| Sargent NH \| Sargent NH \| \| \| 23,93 \| South Weare NH (früher Everett) \| South Weare NH (früher Everett) \| \| \| 25,93 \| East Weare NH \| East Weare NH \| \| \| 30,93 \| North Weare NH \| North Weare NH \| \| \| 35,44 \| Colby NH \| Colby NH \| \| \| \| Verbindungskurve nach Hillsboro \| \| \| \| 40,28 \| Strecke Contoocook–Peterborough \| Strecke Contoocook–Peterborough \| \| \| \| Contoocook River \| \| \| \| ca. 41 \| Henniker NH Crescent Street \| Henniker NH Crescent Street \| |                      |                                        |                                        |
| |                      |                                        |                                        |
| Strecke |                      | von Concord                            | von Concord                            |
| Dienststation / Betriebs- oder Güterbahnhof | 0,00                 | Manchester NH                          | Manchester NH                          |
| Abzweig ehemals geradeaus und nach links |                      | nach Nashua                            | nach Nashua                            |
| Brücke über Wasserlauf (Strecke außer Betrieb) |                      | Merrimack River                        | Merrimack River                        |
| Haltepunkt / Haltestelle (Strecke außer Betrieb) | 1,64                 | West Manchester NH (früher Bedford)    | West Manchester NH (früher Bedford)    |
| Brücke über Wasserlauf (Strecke außer Betrieb) |                      | Piscataquog River                      | Piscataquog River                      |
| Haltepunkt / Haltestelle (Strecke außer Betrieb) | ca. 6                | Pinardville NH                         | Pinardville NH                         |
| Abzweig geradeaus und von links (Strecke außer Betrieb) |                      | nach East Milford                      | nach East Milford                      |
| Haltepunkt / Haltestelle (Strecke außer Betrieb) | 6,76                 | Grasmere Junction NH                   | Grasmere Junction NH                   |
| Bahnhof (Strecke außer Betrieb) | 8,38                 | Grasmere NH                            | Grasmere NH                            |
| Haltepunkt / Haltestelle (Strecke außer Betrieb) | 11,83                | Shirley Hill NH (früher Shirley)       | Shirley Hill NH (früher Shirley)       |
| Brücke über Wasserlauf (Strecke außer Betrieb) |                      | Piscataquog River                      | Piscataquog River                      |
| Bahnhof (Strecke außer Betrieb) | 13,07                | Goffstown NH (früher Goffstown Center) | Goffstown NH (früher Goffstown Center) |
| Haltepunkt / Haltestelle (Strecke außer Betrieb) | 15,48                | Parkers NH (früher Parker)             | Parkers NH (früher Parker)             |
| Abzweig geradeaus und nach links (Strecke außer Betrieb) |                      | nach New Boston                        | nach New Boston                        |
| Haltepunkt / Haltestelle (Strecke außer Betrieb) | 17,03                | Riverdale NH (früher Oil Mills)        | Riverdale NH (früher Oil Mills)        |
| Haltepunkt / Haltestelle (Strecke außer Betrieb) | 19,81                | Sargent NH                             | Sargent NH                             |
| Haltepunkt / Haltestelle (Strecke außer Betrieb) | 23,93                | South Weare NH (früher Everett)        | South Weare NH (früher Everett)        |
| Haltepunkt / Haltestelle (Strecke außer Betrieb) | 25,93                | East Weare NH                          | East Weare NH                          |
| Bahnhof (Strecke außer Betrieb) | 30,93                | North Weare NH                         | North Weare NH                         |
| Haltepunkt / Haltestelle (Strecke außer Betrieb) | 35,44                | Colby NH                               | Colby NH                               |
| Abzweig geradeaus und nach links (Strecke außer Betrieb) |                      | Verbindungskurve nach Hillsboro        | Verbindungskurve nach Hillsboro        |
| Kreuzung (Strecken außer Betrieb) | 40,28                | Strecke Contoocook–Peterborough        | Strecke Contoocook–Peterborough        |
| Brücke über Wasserlauf (Strecke außer Betrieb) |                      | Contoocook River                       | Contoocook River                       |
| Kopfbahnhof Streckenende (Strecke außer Betrieb) | ca. 41               | Henniker NH Crescent Street            | Henniker NH Crescent Street            |

Die Bahnstrecke Manchester–Henniker ist eine ehemalige Eisenbahnverbindung in New Hampshire (Vereinigte Staaten). Sie ist rund 41 Kilometer lang und verbindet die Städte Manchester, Goffstown, Weare und Henniker. Die Strecke ist seit 1981 vollständig stillgelegt und abgebaut.

## Geschichte
Die 1848 gegründete New Hampshire Central Railroad beabsichtigte, eine Querverbindung zwischen den beiden in Nord-Süd-Richtung verlaufenden Hauptstrecken in New Hampshire zu bauen. Sie sollte zwischen Manchester und Claremont verlaufen. 1849 begannen die Bauarbeiten von Manchester aus. Am 19. Februar 1850 ging der erste Abschnitt bis North Weare in Betrieb. Am 10. Dezember des gleichen Jahres war Henniker am Contoocook River erreicht. Hier kreuzte die im Jahr zuvor eröffnete Bahnstrecke Contoocook–Peterborough, es bestand anfangs jedoch keine Gleisverbindung. Der Weiterbau über Henniker hinaus verzögerte sich aus finanziellen Gründen. Ab 1853 war die Merrimac and Connecticut Rivers Railroad der Eigentümer und Betreiber der Bahnstrecke. Auch diese Gesellschaft konnte die Mittel für den Weiterbau nicht aufbringen. Da diese Gesellschaft die in Henniker kreuzende Linie gepachtet hatte, baute sie eine Verbindungskurve.
1858 pachtete die Concord Railroad die Bahnstrecke, jedoch nur unter der Voraussetzung, dass der Abschnitt North Weare–Henniker stillgelegt wird, da sonst über Henniker und Contoocook Züge die Concord-Hauptstrecke umfahren konnten. Die Stilllegung erfolgte im Sommer 1858 und die Gleise wurden abgebaut. Es war die erste Streckenstilllegung in New Hampshire. 1868 kaufte die Concord die nun bedeutungslose Strecke und gliederte sie in ihr Netz ein. Neben Fahrgästen wurden hauptsächlich Landwirtschaftsgüter transportiert. Mit der Concord Railroad ging die Bahnstrecke 1889 an die Concord and Montreal Railroad. Sie baute die Strecke bis Henniker wieder auf, jedoch ohne die Brücke über den Contoocook und den früheren Endbahnhof Henniker. Die Züge fuhren an der früheren Kreuzungsstelle auf die Bahnstrecke nach Hillsboro. 1893 wurde die Bahnstrecke wiedereröffnet. 1895 kaufte die Boston and Maine Railroad die Concord&Montreal und damit die Bahnstrecke Manchester–Henniker auf.
Nachdem Mitte März 1936 heftige Unwetter für Überschwemmungen gesorgt hatten, musste der Verkehr zwischen Goffstown und Henniker eingestellt werden. Gleichzeitig endete der Personenverkehr auf der gesamten Strecke. Aufgrund der geringen Einkünfte beantragte die Boston&Maine die Stilllegung des zerstörten Abschnitts, die 1937 genehmigt wurde. Nachdem ein Brand die Brücke über den Piscataquog River in Goffstown zerstört hatte, wurde 1976 am Ostufer des Flusses eine neue Güterabfertigungsstelle eingerichtet und der Abschnitt über die Brücke bis zum früheren Bahnhof stillgelegt. 1980 endete auf dem verbleibenden Abschnitt der Gesamtverkehr und im darauffolgenden Jahr erfolgte die Stilllegung.

## Streckenbeschreibung
Die Strecke zweigt südlich des Bahnhofs Manchester aus der Bahnstrecke Nashua–Concord ab und führt über den Merrimack River hinweg und nordwestwärts im Tal des Piscataquog River, der in West Manchester und im weiteren Verlauf in Goffstown ebenfalls überquert wird. Nach Goffstown verlässt die Strecke das Tal und biegt nach Norden ab. In der Nähe von Everett ist die Trasse heute durch den Everett Lake, einen Stausee, überflutet. Ab hier verläuft die Strecke wieder nordwestwärts durch Weare hindurch. Südöstlich von Henniker liegt die frühere Kreuzungsstelle Henniker Junction, die ab der Wiedereröffnung 1893 nur ein Abzweig auf freier Strecke war. Die 1858 stillgelegte Strecke führte weiter über den Contoocook River bis zum Bahnhof Henniker an der Crescent Street.

## Fahrplan
Der Fahrplan vom 28. September 1913 sah zwei werktägliche und ein sonntägliches Personenzugpaar vor. Die Züge fuhren bis und ab Hillsboro. Daneben gab es ein werktägliches Zugpaar von Manchester nach New Boston. Die Reisezeit Manchester–Henniker betrug 65 bis 83 Minuten. Zusätzlich benutzten zwischen Manchester und Grasmere Junction die beiden werktäglichen Züge nach Milford die Bahnstrecke mit.
Im Fahrplan vom 15. Januar 1934 gab es nur noch ein werktägliches Zugpaar Manchester–Hillsboro. Die Reisezeit bis Henniker betrug 60 (hin) bzw. 58 (zurück) Minuten.